# Thomas Pesquet
Thomas Pesquet (Rouen, 27 februari 1978) is een Frans ruimtevaarder en piloot. Sinds 2009 maakt hij deel uit van het Europees astronautenkorps.

## Persoonlijk leven
Thomas Pesquet is geboren in Rouen, op 27 februari 1978. Hij heeft een zwarte gordel in judo, doet aan basketbal, joggen, zwemmen en squash.

### Opleiding
In 1998 studeerde Pesquet af aan het Lycée Pierre-Corneille te Rouen. Alvorens af te studeren, verbleef Pesquet gedurende een jaar in Montreal in het kader van een uitwisselingsprogramma.
Thomas Pesquet behaalde in 2001 een diploma als lucht- en ruimtevaartingenieur aan de École nationale supérieure de l'aéronautique et de l'espace te Toulouse. In mei 2009 werd hij geselecteerd als kandidaat-astronaut. Hij vervolledigde zijn basistraining in november 2010.

## Carrière
In 2001 werkte Pesquet als ingenieur op het gebied van vluchtdynamica voor ruimtetuigen in Madrid, de hoofdstad van Spanje. Tussen 2002 en 2004 werkte hij bij het Franse ruimtevaartagentschap CNES als onderzoeker. Hij voerde ook diverse studies uit met betrekking tot het ontwerp v/h grondsegment van toekomstige missies van de Europese Ruimtevaartorganisatie. Vanaf het einde van 2002 was hij de vertegenwoordiger van CNES bij het Consultative Committee for Space Data Systems. In het kader van deze functie werkte Pesquet aan de communicatie tussen internationale ruimtevaartorganisaties.
In 2004 werd hij geselecteerd voor een trainingsprogramma van Air France. In 2006 voltooide hij zijn opleiding en werd actief als lijnpiloot op toestellen van het type Airbus A320. Hij is eveneens opgeleid tot vlieginstructeur voor de Airbus A320.

### Selectie als astronaut
In mei 2009 werd Pesquet geselecteerd als kandidaat-astronaut voor het Europees ruimtevaartagentschap ESA.
In september 2009 voegde hij zich bij ESA, om een jaar later, in november 2010, zijn basisopleiding tot astronaut te voltooien.

### Aquanaut
In juni 2014 kondigde NASA aan dat Pesquet, samen met de Japanner Akihiko Hoshide en de Amerikanen Jeanette Epps en Mark Vande Hei, de bemanning zou vormen van NEEMO-18, een onderwatermissie in het Aquarius-onder water laboratorium van NASA. Deze missie duurde zo'n negen dagen en liep van 21 juli 2014 tot 29 juli.

### CAVES-experiment
Thomas Pesquet heeft in september 2013 deelgenomen aan het CAVES-Experiment van de ESA. In het kader van dit experiment verbleven vijf astronauten gedurende zes dagen in een grot op Sardinië.

### Eerste ruimtevlucht
In 2014 selecteerde ESA hem voor een lang verblijf aan boord van het Internationaal Ruimtestation ISS. Na de vlucht van Thomas Pesquet zullen alle astronauten die geselecteerd werden door ESA in 2009, naar het Internationaal Ruimtestation ISS gevlogen hebben. Met zijn ruimtevlucht wordt hij de tiende Fransman in de ruimte.
Thomas Pesquet werd in november 2016 gelanceerd vanaf de Russische ruimtehaven Bajkonoer, aan boord van de Sojoez MS-03-capsule. Zijn missie duurde ongeveer zes maanden. Tijdens deze missie werd op het Internationaal Ruimtestation ISS onder meer een atoomklok geïnstalleerd, om Einsteins relativiteitstheorie te testen.

### Tweede ruimtevlucht
Op 23 april 2021 ging Pesquet nogmaals voor de duur van zes maanden naar het ISS (ISS-Expeditie 65 en 66). Ditmaal aan boord van een door NASA gehuurde Crew Dragon met vlucht nummer USCV-2 (SpaceX Crew 2).